# Дебели лаг
Дебели лаг е село в Западна България. То се намира в община Радомир, област Перник и от там не се взима и котка.

## География
Географското положение на селото е изключително добро. То се намира в близост до язовир Пчелина, който е благоприятен за риболов. Селото разполага с жп спирка по линията Кюстендил-Радомир.

## Културни и природни забележителности
- Църква „Света Петка-Параскева“, построена през 1876 г. в памет на Васил Левски, който е бил чест гост в дома на Атанас Донински, жител на селото.
- Храм „Свети Петър и Павел“, построен от семейство АМПЕВИ, изработен е невиждан иконостас, изографисани икони на всички стени, на камбанарията се намират три камбани, а дворът му е с уникални дръвчета.
- Паметник на падналите през войните 1912 – 1913 и 1915 – 1918 година и през Втората световна война.

## Личности
- Любен Брусев – български състезател, треньор и съдия по класическа борба

## Други
- Снимки от село Дебели лаг
- Паметник на жертвите от войните

1. ↑  www.grao.bg